# 玛丽亚·哈格隆德
玛丽亚·哈格隆德（瑞典語：Maria Haglund，1972年5月6日—），瑞典女子皮划艇运动员。她曾代表瑞典参加1992年夏季奥林匹克运动会皮划艇比赛，获得女子四人皮艇500米铜牌。